# 激突 (お笑いコンビ)
激突（げきとつ）はSHUプロモーション所属の日本のお笑いコンビ。2021年結成。

## メンバー
柴田 ぼんくら（しばた ぼんくら、 1984年6月10日（40歳）-  ）
- 本名は柴田 勇大（しばた ゆうだい）。東京都町田市出身。

- 身長178cm、体重63kg。趣味は映画鑑賞、音楽鑑賞（My Bloody Valentine、小沢健二）

- 東京NSC9期生であるが出席日数が足りなかった為卒業することができず、中退ということになっている。その後もお笑い自体を4年間ほど辞めている時期があった。[1]

- 2017年まで「どんとまいんど」というコンビで活動。同コンビ名で過去3人相方が変わっている（柴田のみ常に在籍[2]）。

- どんとまいんど時代から長年交流があるガロイン、立山文学、オルガナイザーGXらと現在もユニットライブ「LOVEがレンジブレイク」を定期開催している。
- 2019年12月 単身でアメリカニューヨーク州へ渡り、お笑いライブに出演。

- アルバイトとしてAVのアダルトモザイカーをしている。過去の同僚にチェ・ひろしがいる。

北川 スクランブル（きたがわ すくらんぶる、1988年2月15日（37歳）-  ）
- 本名は保利 友紀（ほり ゆうき）。群馬県出身とされているが、実際は大阪府出身である。

- 身長173cm、体重90kg。趣味は野球観戦。

- オリックス・バファローズのファン。

- 中高時代は6年間引きこもっており不登校。当時の夢はプロ野球選手であった為、引きこもり中は常に自宅でバットの素振りをしていたところ120kgから60kgまで体重が落ちた。
- 現在も童貞である。
- 松竹芸能の養成所出身。後に松竹を辞め、活動拠点を東京に移して活動。

- 以前は「ピストルオペラ」というコンビで活動。現在の事務所に所属する前はげんしじん事務所に在籍していた。

- 芸人仲間のブランドン西尾、モッツァレラ気分西郷、新しの灯しゅうへいと一軒家でルームシェアをしている。不定期でTikTokにて生配信を行っている。（「おじさんルームシェア」名義）

## 来歴
- 元々事務所内でそれぞれ別コンビを組んでいた頃から仲が良く、よくふたりで飲みに行っていた。柴田がしばらくピンで活動していた際に北川もピンになったタイミングでユニットを結成。その後、正式にコンビを組むこととなった。

- 両者ともに極楽とんぼ、西川のりお・上方よしおに憧れている。